# William Grey Walter
William Grey Walter (Kansas City (Missouri), 19 februari 1910 - ?, 6 mei 1977) was een Amerikaans neurofysioloog die bekend is geworden door zijn onderzoek naar elektrische hersenpotentialen. De contingent negative variation is door hem in 1964 ontdekt. Hij was van 1939-1977 hoofd van het Burden Neurological Institute in Bristol. Hij was ook een pionier op het terrein van de cybernetica.
- DBLP: 14/5003
- Gemeinsame Normdatei: 1019806907
- International Standard Name Identifier: 0000 0001 0996 3039
- Library of Congress Control Number: no2003043834
- Nationale Bibliotheek van Tsjechië: xx0060101
- Nationale Bibliotheek van Israël: 987007285283305171
- Nederlandse Thesaurus van Auteursnamen: 068137001
- Istituto Centrale per il Catalogo Unico: CUBV162794
- SNAC: w6tr3bgd
- Système universitaire de documentation: 115653317
- Trove: 1245609
- Virtual International Authority File: 85688079
- WorldCat: E39PBJp9q4Mf3jXwT6RF9FYwYP

1. ↑  "Au journal officiel"; Le Monde; pagina('s): 5; datum van uitgave: 30 augustus 1954.